# Яковенко Валерій Іванович
Вале́рій Іва́нович Якове́нко (нар. 22 травня 1984, Кривий Ріг) — український підприємець, співзасновник і керуючий партнер групи компаній DroneUA, фахівець у сфері AgTech, робототехніки та безпілотних технологій, інвестиційної діяльності й маркетингових комунікацій.

## Життя та кар'єра

### Ранні роки
Народився 22 травня 1984 року у Кривому Розі. Батько — Яковенко Іван Іванович — був лікарем, помер, коли Валерію було 11 років. Матір — Яковенко Наталя Леонідівна — доктор історичних наук, професор кафедри міжнародних організацій і дипломатичної служби ННІМВ КНУ ім. Т. Шевченка.
У 9 класі Валерій переїхав з Кривого Рогу в Київ. Середню освіту здобував у закладах із математичним нахилом.
У 2000-му році вступив до Національного медичного університету імені О. О. Богомольця й після 8 років навчання отримав вищу медичну освіту. Під час навчання розпочав діяльність у сфері E-Commerce й запустив власні інтернет-проєкти.

### 2009—2010: початок підприємницької діяльності
У 2009 році Валерій став співзасновником компанії «Garant Med-Assistance», де працював із клієнтами, партнерами, формував маркетингові стратегії, займався корпоративною політикою та просуванням бренду.
З травня 2010 року працював заступником директора, а згодом в. о. директора в компанії Medikom Assist. Там вів операційну діяльність, формував клієнтську базу, працював із партнерами, займався маркетинговим супроводом, організацією та контролем медичних процесів і процедур медичного обслуговування за кордоном, підтримкою пацієнтів і клієнтів компанії.

### 2010—2014: маркетинг і комунікації
У квітні 2010 року заснував рекламне агентство Blogolize та працював у ньому до вересня 2011 р. Займався формуванням продуктів корпоративного блогінгу та комплексних послуг у SEO, SMO, організацією та веденням SMM, створенням блогів, сайтів, проведенням активної політики компаній у соціальних мережах, інформаційною та рекламною діяльністю компаній у каналах, розробкою рекламних заходів, аналітикою, статистикою.
Із вересня 2011 р. до січня 2014 р. вів і очолював напрямок онлайн-маркетингу й комунікацій у компанії Platinum Bank. Робота передбачала створення цифрової банківської структури з інноваційними кредитними та депозитними продуктами: робота з усіма ресурсами, соціальними мережами, аналітика активності, розробка концепції онлайн-продуктів і веб-платформ, проведення онлайн-кампаній.

### 2013—2023: DroneUA
У серпні 2013 року став співзасновником і до сьогодні є керуючим партнером компанії DroneUA — міжнародного інтегратора інноваційних технологій: робототехніки, безпілотних рішень, технологій енергетичної безпеки.
Разом із партнером — Февзі Аметовим запустили фактично з нуля ринок промислового та сільськогосподарського використання дронів в Україні. У 2021 році дронами-обприскувачами було оброблено перший мільйон гектарів. Україну визнано № 1 в світі за інтенсивністю впровадження дронів-обприскувачів. У 2022 році Україна зберегла лідерство на ринку Європи.
У DroneUA займається веденням операційної та стратегічної діяльності компанії, формуванням її продуктового портфелю, веденням переговорів із партнерами-постачальниками, плануванням, керівництвом. Координація Валерієм Яковенком діяльності компанії стосується продажів і організації бізнесу, корпоративної політики, розробки довгострокових цілей і завдань, аналізу роботи, іміджу, зв'язків з громадськістю та ділових контактів в Україні та за кордоном.
Бере участь у спеціалізованих подіях, виступає на міжнародних спеціалізованих форумах, конференціях, симпозіумах, здійснює менторство в технічних та агротехнічних хакатонах, веде спеціалізовані комітети в рамках членства в галузевих організаціях.
Із 2021 року ініціював роботу компанії в напрямку технологій для енергетичної незалежності, сформувавши за рік ринок портативних накопичувачів електроенергії. Мережа партнерів компанії, що працюють у цьому напрямку, нараховує понад 750 представників, серед яких національні торгові мережі такі як «Епіцентр К», «Ельдорадо», «Фокстрот», профільні роздрібні онлайн і офлайн магазини.

## Соціальна активність
- 2015 — член журі Agro IT Booster Hackathon — першого сільськогосподарського хакатону
- 2016 — член журі Всеукраїнського хакатону аграрних інновацій
- 2016 — член журі національного конкурсу ClimateLaunchpad
- 2016 — член журі в Challengethon в America House
- 2016 — учасник програми «Відкритий світ» (при Бібліотеці Конгресу США)
- 2017 — член журі Всеукраїнського хакатону аграрних інновацій
- 2018 — член журі 104-ї Битви стартапів Агро
- 2019 — наставник програми America House MAP It
- 2019 — член журі конкурсу Agro Champions
- 2019—2020 — ініціатор і голова підкомітету з аграрних технологій Комітету з питань агропродовольчого бізнесу Спілки Українських підприємців
- 2020 — член журі конкурсу Agro Champions 2020
- 2020 — виступ на TEDx Lviv:  Все мы роботы | Валерий Яковенко | TEDxLviv
- 2021 — член журі конкурсу Agro Champions 2021
- 2022 — член журі у Venture Invest X factor 2022
- Представлення сектору високотехнологічних рішень у Офіційній програмі візиту Саманти Пауер, Адміністраторки Агентства Сполучених Штатів Америки з міжнародного розвитку (USAID).

## Наукова діяльність
Валерій Яковенко є співавтором наукової статті «Мультиспектральна система моніторингу рослинності на базі БПЛА COTS», що опублікована міжнародним науковим товариством SPIE.

## Родина та особисте життя
Сімейний стан — одружений.

## Громадянська та державна позиції
Бізнес-діяльність Валерія Яковенка ґрунтується на баченні України як лідируючого ринку з упровадження інноваційних технологій у різних галузях, насамперед сільськогосподарській. Велика увага приділяється формуванню міжнародних зв'язків України з країнами світу, з точки зору обміну досвідом і створення ринків, розвитку екосистем.
Валерій Яковенко є учасником програми «Відкритий світ», що покликана зміцнювати взаєморозуміння й співробітництво між Україною та Сполученими Штатами шляхом надання можливості українським лідерам у різних галузях діяльності зустрітися зі своїми американськими колегами й обмінятися досвідом та ідеями з найбільш важливих для обох сторін питань. У рамках цієї програми підприємець регулярно виступає залученим спікером у складі української делегації й розповідає про успішний досвід упровадження інноваційних технологій у сферах енергетики та сільського господарства.
Валерій Яковенко приєднався до Спільного проєкту Міністерства цифрової трансформації України та Фонду розвитку інновацій «Кабінет Стартапів України», що стартував наприкінці січня 2023 року. У рамках проєкту підприємець бере участь у промоції IT-продуктів українських стартаперів, реалізації та популяризації таких ініціатив.
15 березня 2023 року Валерій Яковенко почав співпрацювати з Продовольчою та сільськогосподарською організацією ООН (ФАО) на посаді експерта із дронів.

## Нагороди та номінації
| 2016      | Валерій Яковенко | Конкурс молодих підприємців Unlimit Ukraine від EBA | Перемога |
| 2016      | DroneUA          | ТОП-20 Інноваційних бізнесів за версією Forbes | Відзнака |
| 2021      | DroneUA          | Премія року 2021 Спілки Українських Підприємців. Номінація «Найкраще технологічне рішення для бізнесу» присвоєно за досягнення в сфері інтеграції технології дронів-обприскувачів           | Нагорода |
| 2021-2022 | DroneUA          | Конкурс на реалізацію спеціалізованих проєктів в рамках Програма USAID з аграрного і сільського розвитку — АГРО                                                                             | Перемога |
| 2022      | DroneUA          | Премія року 2022 Спілки Українських Підприємців. Номінація «Найкраще рішення з енергоефективності» за результатами вагомого внеску в формування персональної енергетичної безпеки українців | Нагорода |